# Doggy Fizzle Televizzle
A Doggy Fizzle Televizzle amerikai szkeccsműsor volt. A sorozatban Snoop Dogg rapper szerepelt. Különféle sztárokat, együtteseket, színészeket, zenészeket, sportcsapatokat stb. parodizáltak ki. Számtalan vendégszereplő is megjelent a műsor rövid pályafutása alatt, például Samuel L. Jackson, Lance Bass az NSYNC-ből, Bootsy Collins vagy George Clinton. A "Doggy Fizzle Televizzle" témája ellenére nem lett népszerű: 1 évadot élt meg 8 epizóddal. 30 perces egy epizód. Magyarországon soha nem vetítették, nincs magyar címe a műsornak. Amerikában az MTV (Music Television) vetítette. 2002. november 25.-től 2003. augusztus 3.-ig sugározták.